# Душенов, Константин Иванович
Константи́н Ива́нович Душе́нов (28 июля [9 августа] 1895, Ивановское, Вологодская губерния, Российская империя — 4 февраля 1940, Московская область, РСФСР, СССР) — видный деятель советского ВМФ, первый командующий Северным флотом (1937—1938), флагман 1-го ранга (20.11.1935).

## Биография
Родился в июле 1895 года в селе Ивановское, ныне деревня Константиново, Новленское сельское поселение, Вологодский район, Вологодская область. Окончив церковно-приходскую школу, отправился на заработки. С 12 лет работал посыльным в аптеке в г. Вологде. в 1910 году приехал в Санкт-Петербург и стал работать упаковщиком на аптекарских складах.
В мае 1915 года призван на военную службу в Российский императорский флот и зачислен в Балтийский флотский экипаж. Строевое обучение проходило в Гельсингфорсе на транспорте «Русь». В декабре того же года его перевели на крейсер «Аврора», где он и служил до марта 1916 года, а затем послали учиться в школу писарей судовых содержателей. После её окончания вернулся на крейсер.
После Февральской революции в мае 1917 года избран секретарём судового комитета крейсера. Участник Октябрьской революции. Доставлял арестованных министров Временного правительства в Петропавловскую крепость. Командовал ротой моряков в боях при подавлении выступления Керенского — Краснова.
Во время Гражданской войны служил особоуполномоченным по снабжению боеприпасами в Москве. С 1918 года был начальником управления снабжения Волжско-Каспийской флотилии и командиром Астраханского порта, с 1919 года — старшим морским начальником и комиссаром Саратовского речного порта. В 1920—1921 годах — командир Севастопольского военно-морского порта, в 1921—1924 годах — командир Каспийского военно-морского порта (Баку). В 1919 году ступил в РКП(б). Проходил обвиняемым по делу начальника Главного морского техническо-хозяйственного управления Н. Ф. Измайлова (по мнению ряда историков, сфабрикованного Л. Д. Троцким и Ф. Ф. Раскольниковым), осуждён «за злоупотребление служебным положением» 10 июля 1923 года к 1 году лишения свободы, в ноябре 1923 года амнистирован. В 1924 году направлен на учёбу в академию.
В 1928 году окончил Военно-морскую академию. В 1928 году — командир-комиссар учебного судна «Комсомолец». С декабря 1928 года — начальник штаба дивизии линкоров Морских сил Балтийского моря. В январе 1930 года назначен начальником и комиссаром Военно-морской академии.
В ноябре 1930 года назначен начальником штаба Морских сил Чёрного моря, в марте 1935 года — командующим Северной военной флотилией, а 11 мая 1937 года, после её переформирования во флот — командующим Северным флотом (до 1938). Будучи первым командующим флота, приложил огромные усилия как для его боевого становления, так и для обустройства берегового хозяйства флота, практически полностью до его приезда на Север отсутствующей.
В декабре 1937 года избран депутатом Верховного Совета СССР. Ещё ранее был избран членом Мурманского окружного комитета ВКП(б). Руководил спасательной экспедицией по эвакуации папанинцев с дрейфующей льдины в Гренландском море (от Северного флота в ней участвовали эсминец «Карл Либкнехт», 2 гидрографических судна, 3 подводные лодки) в январе—феврале 1938 года, в результате которой 19 февраля 1938 года гидрографические суда «Таймыр» и «Мурман» достигли ледового лагеря и эвакуировали его персонал и оборудование.

### Арест и расстрел
21 мая 1938 года был вызван из Мурманска в Ленинград народным комиссаром Военно-морского флота П. А. Смирновым, в целях срочности ему была предоставлена железнодорожная дрезина. Во время остановки на станции Волховстрой I 22 мая 1938 года был арестован, доставлен в Ленинградскую тюрьму. Через несколько месяцев переведён в Лефортовскую тюрьму в Москве. На следствии подвергался зверским избиениям и пыткам, о чём писал в своём заявлении на имя В. М. Молотова из тюрьмы. Под их воздействием оговорил себя в том, что был участником военно-фашистского заговора, в который его завербовал И. К. Кожанов в 1936 году, проводил активную подрывную контрреволюционную работу, снижал боевую мощь флота, также дал показания о том, что сам вовлёк в заговор 8 человек. Значится в «сталинских расстрельных списках» на 16 января 1940 года. 3 февраля 1940 года осужден по обвинению в совершении преступлений, предусмотренных п. 16, п.п. 7, 8, 11 ст. 58 Уголовного кодекса РСФСР («измена Родине», «контрреволюционная деятельность» и т. п.), приговорён к смертной казни. На суде отказался от всех признательных показаний, объяснив что вынужден был дать их под физическим и психологическим давлением следствия. Расстрелян на следующий день.
Место захоронения — Москва, Донское кладбище.
29 апреля 1955 года реабилитирован.

## Награды
- Орден Красного Знамени (1938)
- Орден Красной Звезды (1935)
- Юбилейная медаль «XX лет Рабоче-Крестьянской Красной Армии» (1938)

## Семья
- Брат — Душинов Николай Иванович (1893—1956), организатор высшего образования в СССР.
- Сын — Юрий Константинович Душенов (1923—?), прошёл войну танкистом, после чего стал моряком; в отставку вышел инженер-капитаном первого ранга. Много лет был старшим преподавателем Высшего военно-морского инженерного училища имени В. И. Ленина.
- Внук — Константин Душенов — православный и военный интернет-публицист, общественный деятель, директор Агентства аналитической информации «Русь православная».

## Память
- 12 августа 1965 года Константину Ивановичу Душенову присвоено звание Почётный гражданин города Североморска.
- Его именем названы улицы в Североморске, Полярном и Гаджиево.
- В честь К. И. Душенова назван большой автономный траулер (БАТ) «Константин Душенов».
- Деревня Ивановское, где Константин Иванович родился и провел свое детство, переименована в Константиновку. Маслозаводу на территории его родного сельсовета дано имя Душенова[1].
- Школа № 10 г. Североморска носит имя К. И. Душенова[16].
- 23 августа 2022 года установлен бюст Константина Душенова установлен в селе Новленском[17].